# الکساندر پانژینسکی
الکساندر پانژینسکی (روسی: Александр Эдуардович Панжинский؛ زادهٔ march ۱۶, ۱۹۸۹ (۳۵ سال)) ورزشکار اسکی صحرانوردی اهل روسیه است.
وی در مسابقات کشوری و بین‌المللی در مجموع برندهٔ ۱ مدال نقره، ۱ مدال برنز شده‌است.